# Rechin albastru
Rechinul albastru  (Prionace glauca) este o specie de rechin, din familia Charcharhinidae, care trăiește în apele adânci din oceanele temperate și tropicale ale lumii. Având lungimea de 3,1 metri și preferând apele reci, rechinul albastru migrează pe distanțe mari, ca de exemplu din Marea Britanie până în America. Este listat drept o specie „apropie amenințată” de către IUCN.
Este un pește cartilaginos, adică scheletul lui este alcătuit din cartilaje (țesuturi conjunctive elastice și rezistente). Gura se află ventral; coada are 2 lobi inegali. De o parte și de alta a extremității capului se găsesc 5-7 crăpături (fante) în care sunt situate branhiile. Gura comunică cu exteriorul prin aceste fante.
Chiar dacă general letargic, pot înota foarte rapid. Rechinii albastri sunt vivipari, femela putând naște până la 100 de pui. Se hrănesc primar cu mici pești și calmari, chiar dacă pot ataca prăzi mult mai mari. Durata de viață este necunoscută, dar se crede că este în jurul a 20 de ani.

## Anatomie
Rechinii albaștri au un corp fusiform, cu lungi pine pectorale. Rechinul albastru mascul are o lungime normală de 1.82-2.82 metri (6.03-9.03 picioare) la maturitate, când femela are o lungime cuprinsă între 2,2 metri și 3,3 metri. Ocazional, unele specimene mai mari au fost raportate, cu un martor declarând un exemplar de 6,1 metri , dar niciun rechin de această mărime a fost documentat științific. Rechinul albastru cântărește de la 27 la 55 kg la masculi și de la 93 la 182 kg la femele. Cel mai greu exemplar al acestei specii cântarea 391 kg. Rechinul albastru este ectotermic și are un simț unic al mirosului.

## Reproducere
Rechinii albaștri sunt vivipari, femelele născând maxim 135 de pui. Perioada gestației durează între 9 și 12 luni. Femelele se maturează sexual la circă 6 ani, iar masculii la circa 5 ani. În timpul cuplării masculul mușcă de mai multe ori femela, în acest fel fiecare specimen matur prezentând cicatrici vizibile după reproducere. Rechinii albaștri femele s-au adaptat la acest ritual brutal, având un strat de piele extrem de gros.

## Habitat
Rechinul albastru este un rechin oceanic epipelagic, găsit în apele temperate și tropicale la o adâncime de 350 m. În oceanele temperate se apropie de coastă, pe când în apele tropicale trăiește în ape mai adănci. Trăiește în apropierea fiecărui continent, mai puțin Antarctida. Preferă o temperatură a apei cuprinsă între 12 și 20°C.

## Hrănire
Calmarii sunt o pradă importantă în dieta rechinilor albaștri, dar aceștia pot mânca și alte nevertebrate, precum caracatițele, creveții, crabii, pești, mici rechini și ocazional păsări. Acești rechini au fost observați lucrând în echipă pentru a ataca mai eficient prada, la fel ca tonii, care și ei trăiesc în grupuri mari. Rechinul albastru poate înota rapid, crescând șansele să-și prindă prada. Dinții săi triunghiulari îi permit să-și prindă prăzile eficient, fără șanse de evadare din partea acestora.

## Prădători
Exemplare mai mici ar putea fi mâncate de către rechini mai mari, precum rechinul alb și rechinul tigru. Au fost reportate specimene de orcă vânând exemplare mai mici de rechin albastru. Acest rechin poate găzdui diferite specii de paraziți, precum teniile din ordinul tetraphyllidean.

## Atacuri asupra omului
Rechinii albaștri atacă omul rareori. Din anul 1950 până în 2013, au fost documentate doar 13 atacuri asupra omului, dintre care 4 s-au terminat fatal.

## Stare de conservare
În iunie 2018 Departamentul de Conservare australian a clasificat rechinul albastru drept specie „neamenințată”. Specia este listată drept „risc scăzut” de către IUCN.